# Свердловский городской совет (Луганская область)
Свердловский горсовет (укр. Свердловська міська рада) — орган местного самоуправления номинально образованной Должанской городской территориальной общины, ранее — города областного значения Должанска / Свердловска.
Население: 95 712 (на 2019 год).

## Населенные пункты
Города
- город Вознесеновка / Червонопартизанск

Бирюковский / Криничный поселковый совет
- пгт Бирюково / Криничное
- посёлок Братское
- посёлок Должанское

Медвежьевский / Володарский поселковый совет
- пгт Медвежье / Володарск
- пгт Павловка

Кундрючьевский / Калининский поселковый совет
- пгт Кундрючье / Калининский
- село Кондрючее
- посёлок Хмельницкий

Дубовский / Комсомольский поселковый совет
- пгт Дубовое / Комсомольский
- посёлок Прохладное

Вальяновский / Ленинский поселковый совет
- пгт Вальяновское / Ленинское
- село Маловедмежье
- посёлок Устиновка
- посёлок Фёдоровка

Шахтёрский поселковый совет
- пгт Шахтёрский
- посёлок Кисёлево